# مجتمع المعلومات
مجتمع المعلومات هو المجتمع الذي يكون فيه لصناعة ونشر واستخدام المعلومات الأثر الكبير في مختلف النواحي سواء الاقتصادية أو الاجتماعية أو السياسية أو العسكرية.